# (4446) Carolyn
(4446) Carolyn ist ein Hauptgürtelasteroid, der am 15. Oktober 1985 von Ted Bowell vom Lowell-Observatorium aus entdeckt wurde.
Der Asteroid wurde am 27. Juni 1991 nach der US-amerikanischen Astronomin Carolyn Shoemaker benannt.
(4446) Carolyn ist ein Mitglied der Hilda-Gruppe, sie befindet sich damit in einer 3:2-Bahnresonanz mit dem Planeten Jupiter.